# Замок Бёрнчёрч
Замок Бёрнчёрч (англ. Burnchurch Castle) — один из замков Ирландии, расположенный в графстве Килкенни. Сейчас это памятник истории и архитектуры Ирландии национального значения. Замок построен в норманнском стиле в XV веке. Представляет собой замок типа башня-дом с дополнительной надвратной круглой башней.

## История
Замок принадлежал аристократической семье Фитцджеральд. Десмонды владели этим замокм с XV века до 1817 года. Замок стоит на расстоянии 4 миль к юго-западу от города Килкенни, и в 6 км от замка Баллибер, недалеко от поселка Каффесгрейндж и приората Келлс. Замок расположен на землях Бёрнчёрч баронства Шиллелогер.
В давние времена замок состоял из двух башен и стены, окружавшей двор замка. Основная башня имела 6 этажей, и огромное количество проходов с комнатами внутри. Был когда-то большой зал, который был прикреплен к основной башни. Теперь от большого зала не осталось и следа. Сохранились старые рисунки замка, на которых изображены дополнительные здания, которые сейчас не существует. В замке есть многочисленные узкие комнаты скрытые в стенах, в том числе есть «секретное комната» на 4 этаже. Сохранились лестница, соединяющая этажи и ведут к маленькой башни, сохранились бойницы, камин с резьбой, высокий дымоход. Округлый дымоход несколько раз перестраивался. По конструкции замок несколько напоминает замок Клэр. Зубчатые стены построены в ирландском стиле.